# Contee della Danimarca
Le contee della Danimarca (in danese: Amter) rappresentavano la suddivisione territoriale di primo livello del Paese ed erano pari a 13; ad esse erano equiordinate 3 città, ossia Copenaghen, Frederiksberg e Bornholm. Sono state abolite il 1º gennaio 2007, contestualmente all'istituzione delle regioni.
La Groenlandia e le Fær Øer, parti integranti del Regno di Danimarca, possedevano un certo grado di autonomia; le Fær Øer hanno peraltro costituito una delle varie contee del Paese fino al 1948.

## La riforma
Una proposta del governo del 2004 prevedeva la sostituzione delle contee con cinque grandi regioni, che avessero come responsabilità solo quella della salute; si dovevano creare due regioni nello Jutland, due in Zelanda e una regione che coprisse Fionia e la parte meridionale dello Jutland. La proposta prevedeva anche la diminuzione del numero di municipalità da 271 a circa 100, con un minimo di 20.000 abitanti per municipalità, solo con alcune eccezioni. Dal 2007, solo 25 municipalità hanno meno di 30.000 abitanti, e il numero medio di abitanti nelle varie municipalità è di circa 55.500.
La riforma fu confermata dal Parlamento danese il 24 febbraio 2005 e le contee furono abolite il 1º gennaio 2007.

## Lista

### Dal 1970 al 2006
| Nº | Contea                              | Capoluogo        | Popolazione 2006) | Superficie (km²) | Densità (ab. per km²) |
| -- | ----------------------------------- | ---------------- | ----------------- | ---------------- | --------------------- |
| 15 | Contea di Århus                     | Aarhus           | 661.370           | 4.561            | 145                   |
| 3  | Contea di Copenaghen                | Glostrup         | 618.529           | 526              | 1.175,9               |
| 8  | Contea di Fionia                    | Odense           | 478.347           | 3.485            | 137,2                 |
| 4  | Contea di Frederiksborg             | Hillerød         | 378.686           | 1.347            | 281,1                 |
| 9  | Contea dello Jutland Meridionale    | Aabenraa         | 252.433           | 3.939            | 64,1                  |
| 14 | Contea dello Jutland Settentrionale | Aalborg          | 495.090           | 6.173            | 80,2                  |
| 10 | Contea di Ribe                      | Ribe             | 224.261           | 3.132            | 71,6                  |
| 12 | Contea di Ringkjøbing               | Ringkøbing       | 275.065           | 4.854            | 56,7                  |
| 5  | Contea di Roskilde                  | Roskilde         | 241.523           | 891              | 271                   |
| 6  | Selandia Occidentale                | Sorø             | 307.207           | 2.984            | 103                   |
| 7  | Contea dello Storstrøm              | Nykøbing Falster | 262.781           | 3.398            | 77,3                  |
| 11 | Contea di Vejle                     | Vejle            | 360.921           | 2.997            | 120,4                 |
| 13 | Contea di Viborg                    | Viborg           | 234.896           | 4.122            | 57                    |
| 16 | Bornholm                            | Rønne            | 43.245            | 587              | 73,6                  |
| 1  | Copenaghen                          | -                | 501.158           | 91,3             | 5.489,1               |
| 2  | Frederiksberg                       | -                | 91.855            | 8,7              | 10.560,5              |

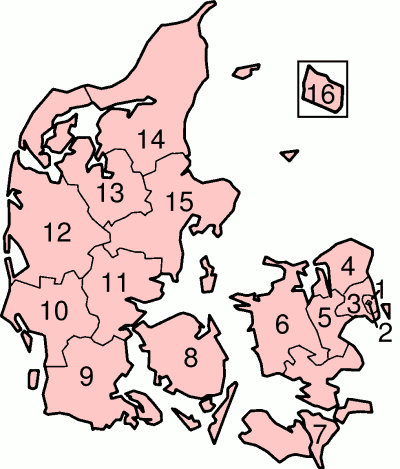
Contee della Danimarca (1970-2006)

La contea di Ringkjøbing aveva una denominazione diversa da quella del rispettivo capoluogo dell'epoca, Ringkøbing, il cui comune a sua volta non è più esistente in quanto accorpato insieme a Egvad, Holmsland, Skjern e Videbæk nel comune di Ringkøbing-Skjern.